# Viljo Tarkiainen

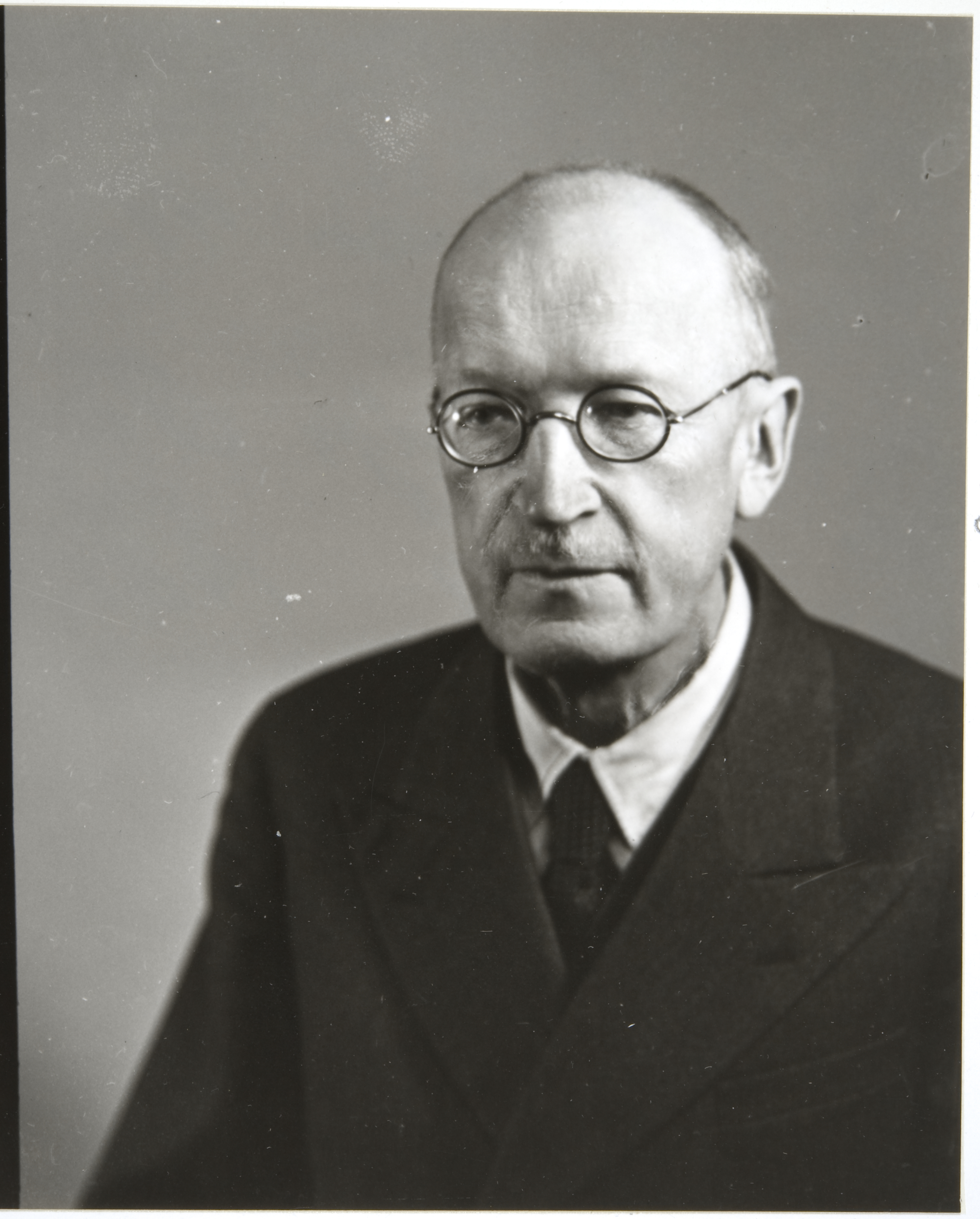
Viljo Tarkiainen år 1942. Foto: Aarne Pietinen

Viljo (William) Tarkiainen, född 18 april 1879 i Juva, död 20 maj 1951 i Helsingfors, var en finländsk litteraturvetare, språkvetare och kritiker. Han var far till Tuttu Tarkiainen och farfar till Kari Tarkiainen.
Tarkiainen var professor i finsk litteratur vid Helsingfors universitet från 1924 till 1946 och kansler vid Samhälleliga högskolan från 1947 till 1951. Han var också föreståndare för Finska litteratursällskapet mellan 1934 och 1947. 
Tarkiainen, som skapade en omfattande forskningsmetodik för finsk "nationallitteratur", lade grunden till nyare finsk litteraturvetenskap. Hans fokus för intresset riktade sig mot Aleksis Kivi; det var i mångt och mycket hans förtjänst att just Kivi förvandlades till den finskspråkiga kulturens centrala diktargeni. Han skrev även biografier över Fredrik Cygnaeus (1911), Minna Canth (1921), Gustaf von Numers (1922), Otto Manninen (1933), Henrik Gabriel Porthan (1948) och Eino Leino samt förstudier till Mikael Agricola.
Han är begravd på Sandudds begravningsplats i Helsingfors.